# Hvanneyri
Hvanneyri est une localité islandaise de la municipalité de Borgarbyggð située à l'ouest de l'île, dans la région de Vesturland. En 2011, le village comptait 276 habitants.